# معاهدة برومبرغ
معاهدة برومبرغ (بالألمانية: Vertrag von Bromberg، باللاتينية: Pacta Bydgostensia) أو معاهدة بيدغوشتش، هي معاهدة بين يان الثاني كازيمير ملك بولندا والناخب فريدرخ فيلهلم من براندنبورغ بروسيا، وجرى إبرامها في برومبرغ (بيدغوشتش) في 6 نوفمبر عام 1657. تضمنت هذه المعاهدة عدة اتفاقيات، منها معاهدة فيلاو، الموقعة في 19 سبتمبر عام 1657 في فيلاو (تسمى الآن زنامينسك)، من قبل مبعوثين أحدهما يمثل براندنبورغ بروسيا والأخر يمثل بولندا ليتوانيا. ويُشار أحيانًا إلى معاهدة برومبرغ باسم معاهدة فيلاو-برومبرغ أو معاهدة فيلاو وبرومبرغ (بالبولندية: traktat welawsko-bydgoski).
منح الملك البولندي أسرة هوهنتسولرن من براندنبورغ السيادة الوراثية في دوقية بروسيا مقابل المساعدة العسكرية في الحرب الشمالية الثانية وعودة إيرملاند (إرملاند، فارميا) إلى بولندا، ورهن دراهايم (دراهيم) وإلبنغ (إلبلنغ) إلى براندنبورغ وسلم لاونبورغ وبوتو لاند إلى سلالة هوهنتسولرن كإقطاعية وراثية.
أبرمت المعاهدة وجرى الاعتراف بها دوليًا في صلح أوليفا في عام 1660. احتفظت بولندا بإلبنغ، وألحقت لاونبورغ وبوتو لاند ودراهيم لاحقًا في براندنبورغ بروسيا. وشكلت السيادة في بروسيا الأساس لتتويج أسرة هوهنتسولرن لاحقًا كملوك بروسيين. ظلت معاهدة فيلاو برومبرغ سارية المفعول حتى حلت محلها معاهدة وارسو (18 سبتمبر عام 1773) بعد التقسيم الأول لبولندا. وأعتبرت معاهدة برومبرغ فيما بعد واحدة من أسوأ الأخطاء في السياسة الخارجية البولندية تجاه بروسيا بعد أن أصبحت عواقبها قاتلة لبولندا.

## السياق
تأسست دوقية بروسيا كإقطاعية بولندية تحت حكم الدوق ألبرشت (ألبرت) في معاهدة كراكوف في 8 أبريل عام 1525. وكانت الإقطاعية وراثية، وإذا اندثرت عائلة ألبرشت أو إخوته من الذكور، كان من المقرر أن تنتقل الإقطاعية إلى الملك البولندي، الذي كان سيعين حاكمًا من مواليد بروسيا يتحدث الألمانية. وفي 4 يونيو عام 1563، تغير هذا الحكم من قبل الملك البولندي زغمونت الثاني أوغست في امتياز صدر في بيوتركوف، وفي هذا الامتياز سمح لفرع براندنبورغ من أسرة هوهنتسولرن أن يكونوا خلفاء محتملين، بالإضافة إلى فرع ألبرشت من أسرة هوهنتسولرن (هوهنتسولرن آنسباخ). ومنح الامتياز ذاته ناخبي براندنبورغ حق أن يصبحوا دوقات بروسيين عند اندثار أسرة هوهنتسولرن آنسباخ عام 1618.
في عام 1656، خلال أوائل الحرب الشمالية الثانية، استحوذت أسرة براندنبورغ هوهنتسولرن على الدوقية البروسية وإيرملاند (إرملاند، فارميا) وجعلتها إقطاعيات سويدية في معاهدة كونيغسبرغ، قبل أن يحررها الملك السويدي من التبعية ويمنح سلطة مطلقة لتلك المقاطعات. وبعد القتال مع الجيش السويدي في عام 1656، وأبرز تلك المعارك كانت في وارسو، كان ملك الهوهنتسولرن فريدرخ فيلهلم الأول على استعداد للتخلي عن حليفه عندما انقلبت الحرب ضده وأشار إلى استعداده لتغيير موقفه إذا كان الملك البولندي يان الثاني كازيمير فاسا سيمنحه امتيازات مماثلة للتي منحها للملك السويدي السابق كارل العاشر غوستاف، وجرى التفاوض على الشروط في فيلاو (الآن زنامينسك)، وبرومبرغ.
كانت المصلحة البولندية في التحالف مع براندنبورغ بروسيا تكمن في الحاجة إلى إنهاء الحرب ضد السويد في أقرب وقت ممكن. وفي 3 نوفمبر عام 1656، بشرت هدنة فيلنا بانتخاب أليكس من روسيا خلفًا على العرش البولندي في المجلس التالي، مقابل وقف هجومه في بولندا وليتوانيا ومحاربة السويد بدلًا من ذلك. وفي دوقية ليتوانيا الكبرى، كان هناك دعم للمعاهدة من النبلاء، الذين كانوا يأملون في الحصول على مناصب ذات امتياز أكبر، لكن هذا لم يكن صحيحًا بالنسبة لمملكة بولندا، إذ بحثت النخب عن طرق للتحايل على خلافة أليكس. وبهدف إنهاء سريع للحرب ضد السويد لتتمكن من تجنب تنفيذ هدنة فيلنا، كان لا بد من تمديد التحالف المناهض للسويد.
كان الحليف الروسي الفائز حديثًا مترددًا في دعم بولندا ضد السويد طالما لم تؤكد أي هيئة الهدنة. وربح الحليف الثاني، أسرة هابسبورغ النمساوية، في معاهدتي فيينا الأولى والثانية، ولكن كان من المقرر أن تحتفظ بولندا بقوات هابسبورغ، وكان من المفترض أن ترتفع قيمة التحالف أثناء استمرار الحرب. أما الحليف الثالث هو الدنمارك النرويج، الذي انضم إلى التحالف المناهض للسويد في يونيو عام 1657 بعد بدأ بموجب معاهدة فيينا الثانية. ومع ذلك، لم تكن الدنمارك تقاتل على الأراضي البولندية، وعلى الرغم من أن مشاركتها قيدت قوات كارل العاشر غوستاف، أبرم تحالف رسمي مع بولندا في يوليو، إلا أن الدنماركيين كانوا يهدفون إلى استعادة الأراضي الإسكندنافية التي ضاعت في معاهدة برومسبرو الثانية (1645).
كان اهتمام آل هابسبورغ بالمعاهدة هو بناء علاقات جيدة مع فريدرخ فيلهلم الأول بصفته أميرًا ناخبًا، كان حليفًا مهمًا في حال دعم سياستهم في الإمبراطورية الرومانية المقدسة. وهكذا كان آل هابسبورغ مهتمين بجذب فريدرخ فيلهلم الأول لصفهم، وأرسلوا الدبلوماسي فرانز بول فرايهر فون ليسولا للتوسط من أجل تسوية خاصة بهم.
تعتبر برومبرغ فيلاو «معاهدتين توأمين»، و«معاهدات تكميلية» أو معاهدة واحدة، والتي يشار إليها أحيانًا باسم «معاهدة فيلاو وبرومبرغ» أو «معاهدة فيلاو-برومبرغ».

## التصديق
جرى التوقيع على المعاهدة الأولية فيلاو في 19 سبتمبر عام 1657 من قبل مبعوثي فريدرخ فيلهلم الأول فون شفيرين وفون سومنيتز، وكذلك من قبل الأمير الأسقف من فارميا (إيرملاند) فاكلاف ليسزينسكي، وفينسنتي كوروين غوسيفسكي عن الكومنولث البولندي الليتواني، ومندوب هابسبورغ والوسيط فرايهر فرانز فون ليسولا.
جرت المصادقة على النسخة المعدلة والنهائية من المعاهدة في 6 نوفمبر من قبل فريدرخ فيلهلم الأول ويان الثاني كازيمير في برومبرغ (بيدغوشتش). حضر ناخب براندنبورغ والملك البولندي الحفل مع زوجتيهما لويز هنرييت من ناسو وماريا لويزا غونزاغا على التوالي. وكان عمدة مدينة دانزيغ (غدانسك) أدريان فون دير ليندي حاضرًا أيضًا.
صدق الأطراف على معاهدتي فيلاو وبرومبرغ وأعترف بها دوليًا في صلح أوليفا، الذي أنهى الحرب الشمالية الثانية في عام 1660، ومن قبل البرلمان البولندي (السيم) في عامي 1659 و1661.

## الاتفاقيات
تتكون المعاهدة المصدق عليها في برومبرغ من ثلاثة أجزاء. احتوى الجزء الأول على 22 مادة، وتناول في المقام الأول مكانة بروسيا والخلافة فيها، وتحالف براندنبورغ بولندا، والمساعدات العسكرية. جرت صياغته في فيلاو ووقعه هناك مفوضون من براندنبورغ وبولندا ووسيط آل هابسبورغ. وكان الجزء الثاني عبارة عن اتفاقية خاصة (Specialis Convention) تحتوي على 6 مواد، صيغت ووقعت أيضًا من قبل المفوضين والوسيط في فيلاو، وقدمت الاتفاقية الخاصة مزيدًا من التفاصيل حول التحالف والمساعدة العسكرية. أما الجزء الثالث فعدل اتفاقية فيلاو، وعرض بالتفصيل التنازلات البولندية بشكل أساسي.